# Педро Сантана
Педро Сантана (шп. Pedro Santana; 29. јун 1801 — Санто Доминго, 14. јун 1864) био је председник Доминиканске Републике у периоду од 1844 — 1848. затим од 1853. до 1856. и од 1858. до 1861. Учествовао је у револуцији 1844. која је његови земљу ослободила од Хаитија и након тога постао њен први председник. Био је бескруполозни диктатор. Био је уверен да земља може да буде заштићена од Хаитија само уз страну заштиту и 1861. предао је државу под шпанску власт, која је постала шпанска провинција а он њен гувернер.